# Romans-sur-Isère
Romans-sur-Isère (in occitano Rumans) è un comune francese situato nel dipartimento della Drôme della regione dell'Alvernia-Rodano-Alpi. 
Forma con l'antistante cittadina di Bourg-de-Péage, posta sulla riva sinistra del fiume Isère, un unico agglomerato urbano di circa 50 000 abitanti.

## Geografia
La città sorge sulla riva destra del fiume Isère, a 20 km a nord-est di Valence.

## Monumenti e luoghi d'interesse
- Collegiata di San Bernardo, costruita tra il XII° e il XIII° secolo;
- Torre Jacquemart, del XII° secolo;
- Hôtel de Clérieu
- Cappella di Santa Maddalena
- Convento della Visitazione, del XV° secolo;
- Cimitero dei Recolletti

## Società

### Evoluzione demografica
Abitanti censiti

## Cultura

### Istruzione

#### Musei
- Museo della Scarpa

## Infrastrutture e trasporti

### Strade
La principale via d'accesso alla città è l'autoroute A49, un raccordo che unisce due delle principali autostrade della regione: la A7 e l'A48.

### Ferrovie
La città è servita da una propria stazione ferroviaria posta lungo la ferrovia Valence-Moirans. A 10 km a sud-ovest di Romans-sur-Isère si trova anche la stazione di Valence TGV Rodano-Alpi Sud, posta lungo la LGV Méditerranée.

## Amministrazione

### Gemellaggi
- Varese, dal 1957
- Coalville, dal 1962
- Zlín, dal 1967
- Straubing, dal 1970
- Zara, dal 1985
- Corsano, dal 2009

## Cooperazione internazionale
- Vardenis
- Beit Sahour
- El Jem
- Taroudant